# Stephanocoenia
Genre
Stephanocoenia forme un genre de coraux de la famille des Astrocoeniidae.

## Liste d'espèces
Stephanocoenia comprend les espèces suivantes :
Selon ITIS (19 août 2015) :
- Stephanocoenia intersepta Lamarck, 1816
- Stephanocoenia michelini Milne-Edwards & Haime, 1848

Selon World Register of Marine Species (19 août 2015) :
- Stephanocoenia intersepta Lamarck, 1836